# Dicamba
Dicamba (3,6-dichloro-2-methoxybenzoic acid) là một loại thuốc diệt cỏ phổ rộng lần đầu tiên được đăng ký vào năm 1967. Tên thương hiệu cho các công thức của thuốc diệt cỏ này bao gồm Banvel, Diablo, Oracle và Vanquish. Hợp chất hóa học này là chất dẫn xuất clo của o-Anisic acid. 

## Sử dụng làm một chất diệt cỏ
Dicamba kiểm soát cỏ dại cao hàng năm và lâu năm trong cây ngũ cốc và cao nguyên. Nó diệt cỏ dại lá rộng trước và sau khi chúng nảy mầm. Kết hợp với chất diệt cỏ phenoxy hoặc với các chất diệt cỏ khác, dicamba được sử dụng trong đồng cỏ, đất dốc và các khu vực không có côn trùng (hàng rào, đường và lãng phí) để kiểm soát cỏ dại. Dicamba độc đối với các loài cây lá kim nhưng nói chung ít độc đối với cỏ.

## Kháng bệnh
Một số loài cỏ dại, như Amaranthus palmeri, đã phát triển đề kháng với dicamba. Dicamba kháng bệnh Bassia scoparia được phát hiện vào năm 1994 và không được giải thích bởi các phương thức chống lại thông thường như sự hấp thụ, chuyển vị hoặc chuyển hóa.

## Sự bay hơi
Dicamba bị kiểm soát bởi khuynh hướng bay hơi từ các cánh đồng đã được xử lý và lan sang các cây trồng lân cận. Monsanto bắt đầu cung cấp các loại cây trồng kháng Dicamba trước khi một loại thuốc diệt cỏ có tính kháng lại được cải cách, mà họ tuyên bố ít có khả năng ảnh hưởng đến các lĩnh vực lân cận, đã được Cơ quan Bảo vệ Môi trường chấp thuận. Sự cố trong đó dicamba ảnh hưởng đến các khu vực lân cận đã dẫn đến khiếu nại từ người nông dân và tiền phạt ở một số tiểu bang của Hoa Kỳ. M1768, đã được EPA phê duyệt vào tháng 11 năm 2016. Tuy nhiên, công thức này chưa được đánh giá bởi các chuyên gia bên ngoài Monsanto.

## Tính hợp pháp
Arkansas và Missouri đã cấm bán và sử dụng dicamba vào tháng 7 năm 2017 để đối phó với các khiếu nại về thiệt hại do mùa màng. Monsanto trả lời bằng cách lập luận rằng không phải tất cả các trường hợp thiệt hại cây trồng đã được điều tra và một lệnh cấm là quá sớm.